# 甲水県
甲水県（こうすい-けん）は中華人民共和国山西省にかつて存在した県。現在の長治市武郷県北西部、故城村一帯に相当する。
前漢により設置された涅氏県を前身とする。後漢により涅県、南北朝時代の529年（永安2年）には北魏により陽城県と改称された。
隋朝が成立すると598年（開皇18年）に甲水県と改称、606年（大業2年）に廃止された。